# Maiko Nasu
Maiko Nasu (那須 麻衣子, 31 de juliol de 1984) és una exfutbolista japonesa. Va debutar amb la selecció del Japó el 2009. Va disputar 3 partits amb la selecció del Japó.

## Estadístiques
| Selecció del Japó | Selecció del Japó | Selecció del Japó |
| Anys              | Partits           | Gols              |
| ----------------- | ----------------- | ----------------- |
| 2009              | 2                 | 0                 |
| 2010              | 0                 | 0                 |
| 2011              | 1                 | 0                 |
| Total             | 3                 | 0                 |